# Chronologie du statut des femmes
 (février 2016).
 (février 2016).
Si vous disposez d'ouvrages ou d'articles de référence ou si vous connaissez des sites web de qualité traitant du thème abordé ici, merci de compléter l'article en donnant les références utiles à sa vérifiabilité et en les liant à la section « Notes et références ».
Cet article donne une chronologie du statut juridique des femmes ; l'article est également relié à l'histoire des femmes. Sans données sociologiques, il est difficile d'évaluer dans quelle mesure une législation est réellement mise en œuvre et de quels droits une femme pouvait réellement faire usage.

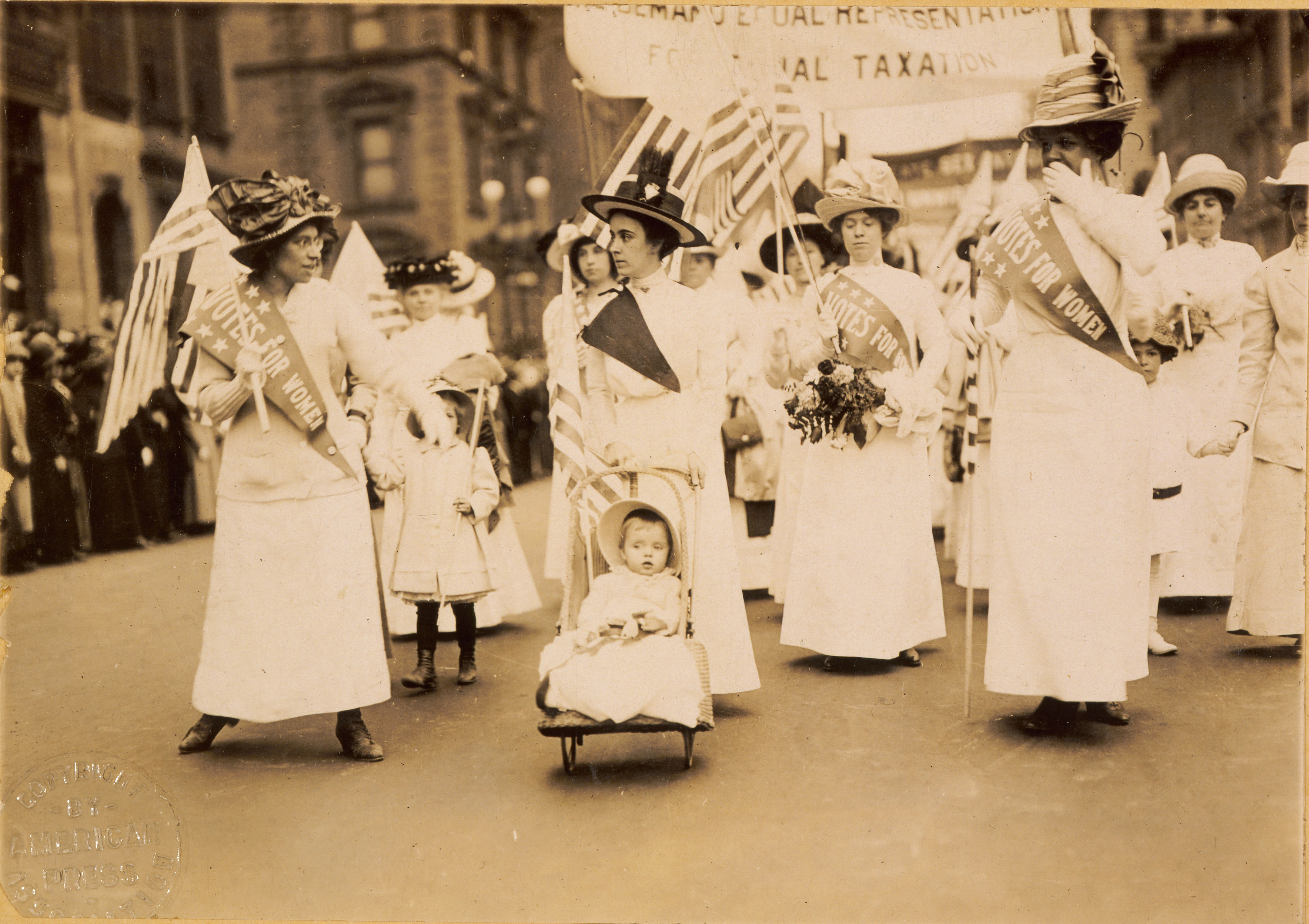
Manifestation de suffragettes dans la ville de New York, le 6 mai 1912.

## Préhistoire
L'essor des sciences anthropologiques et préhistoriques dans la seconde moitié du XIXe siècle est dominé par la représentation stéréotypée de la femme préhistorique issue des clichés véhiculés par l'évolutionnisme culturel et les savants, en majorité des hommes, au gré de leurs convictions et/ou revendications. Les artistes et l'iconographie des ouvrages scientifiques, des manuels et des textes vulgarisés de préhistoire, reprennent ainsi la tradition culturelle judéo-chrétienne et victorienne qui imposent le modèle du patriarcat et de la femme soumise. Ce cadre de pensée reste prégnant dans les années 1950, lorsque des anthropologues américains (Irven DeVore (en), Sherwood Washburn) poussent à l’extrême le modèle androcentrique de « l'homme chasseur » qui rend compte selon eux de l'hominisation. Dans le prolongement des mouvements féministes dits de la 2e vague, l'archéologie du genre remet en cause cette vision et propose le modèle tout aussi spéculatif et controversé, de la femme collectrice, centrale, active et dominante,. Les dernières analyses archéologiques exposent cependant un changement important à partir du Néolithique, et plus particulièrement de la domestication animale. En effet, à partir des premières utilisations des bovins et ovins pour la traction (10 000 av. J.-C.), la figure masculine s'impose. L’avènement des cités-États va instituer le patriarcat, appropriation du corps des femmes en vue de la reproduction, de la sexualité et du travail domestique par les hommes. 

## Moyen Âge
- En Gaule, du Ve au IXe siècle, le droit du mariage est tributaire des lois des différents peuples, des différentes villes gallo-romaines, de convictions civiles et religieuses. Les évêques catholiques suivaient le droit romain, où c'est le consentement (souvent des parents) qui faisait le mariage, tandis que les tribus germaniques suivaient leurs droits propres, par lesquels c'est la relation sexuelle qui faisait le mariage.
- en 757, le capitulaire de Compiègne dispose : « Si quelqu'un s'étant marié, trouve que son épouse n'est pas vierge, il a le droit de la renvoyer et de prendre une autre femme, mais si celle-ci n'est pas vierge, il ne pourra la renvoyer car lui non plus ne l'est pas ayant connu sa première femme » [citation douteuse].
- En 1215, au IVe concile de Latran, la qualité du mariage est mise en exergue comme l'un des sept sacrements et définie comme l'union de deux volontés plus que comme celle de deux corps. Le Concile impose donc le consentement des deux conjoints. Cela ne signifie pas qu'il n'y pas de mariages arrangés, mais que cela ne peut se faire sans une forme de consentement de la part de l'épouse. De fortes pressions sur les femmes ont eu lieu, spécialement dans le cas de mariages politiques et royaux.
- 1316, 1322 et 1328 : mise à l'écart de princesses de la succession royale et donc du trône de France, justifiée par le risque que le royaume tombe au main d'un souverain étranger par mariage. Le déclenchement de la guerre de Cent Ans, à la suite de l'alliance de deux fils de princesses éliminées (Charles de Navarre, le plus légitime, et Édouard III d'Angleterre, son cousin) qui contestent aux Valois le droit de régner, conduit à la redécouverte voire à la réinterprétation de la « loi salique ».
- 1405 - France : Christine de Pizan, première femme française de lettres à vivre de sa plume, dénonce dans La Cité des dames la misogynie des clercs et s’insurge tant contre les discriminations dont les femmes sont victimes, que contre les propos de Jean de Meung sur elles, si opposés à ceux de Guillaume de Lorris.
- 1428-1430 - France : années d'activités militaires de Jeanne d'Arc.
- 1749 - France : alors que jusque-là les violences conjugales sont un motif tout à fait accessoire justifiant d'une séparation de biens, une telle séparation est obtenue dans le Poitou avec ce seul motif à l'appui de la demande[6].

## Époque moderne
- Au XVIe siècle se répand une légende à propos d'un Concile de Mâcon qui aurait débattu de l'existence d'une âme chez la femme. Un tel débat n'a en fait jamais eu lieu, les femmes ayant été baptisées aussi bien que les hommes dès les origines de la chrétienté, voire ayant été martyres pour cette raison, comme Blandine de Lyon. Il s'agissait en réalité de clarifier la distinction entre les termes « homo » (être humain) et « vir » (homme mâle), ce qui fut fait.

1622 - France
- Marie de Gournay (« fille d'alliance » de Michel de Montaigne) réclame, dans son Égalité des hommes et des femmes, un meilleur accès à l’instruction pour toutes les femmes. Elle prend position dans le débat naissant sur la place de la femme, soutenant que celle-ci n’est pas inférieure à l'homme par nature mais du fait de son éducation.

1679 - Italie
- Elena Cornaro Piscopia est la première femme à obtenir un diplôme universitaire.

1687 - France : Traité de l'éducation des filles, de Fénelon.
XVIIe siècle-XVIIIe siècle - France
- Les femmes tiennent salon. Ces petits comités essentiellement masculins se réunissent souvent sous la protection de femmes qui leur garantissent une certaine liberté. Certaines femmes appartenant aux classes privilégiées se posent en effet en protectrices et rien, ou pas grand-chose, ne peut leur interdire une telle attitude. Ces « salons particuliers » reprennent la tradition des cercles des reines et des princesses à la cour qui émergent dès le XVe siècle. C'est dans le cadre de ces salons que les Lumières prennent leur essor en favorisant les libres débats.

1724 - France
- Création de la Bourse de Paris. La présence des femmes y est proscrite, et ce jusqu'en 1967[7].

1788-1789 - France
- Convocation des États généraux pour la 22e fois en 488 ans (première en 1302). Les femmes veuves ou nobles tenant fief prennent part au vote mais elles ne sont pas directement éligibles. Elles peuvent toutefois être représentées par une sorte de suppléant comme c’est le cas notamment dans les assemblées locales. Les femmes prennent également une part très active à la rédaction des cahiers de doléances.

## Époque contemporaine

### Révolution française

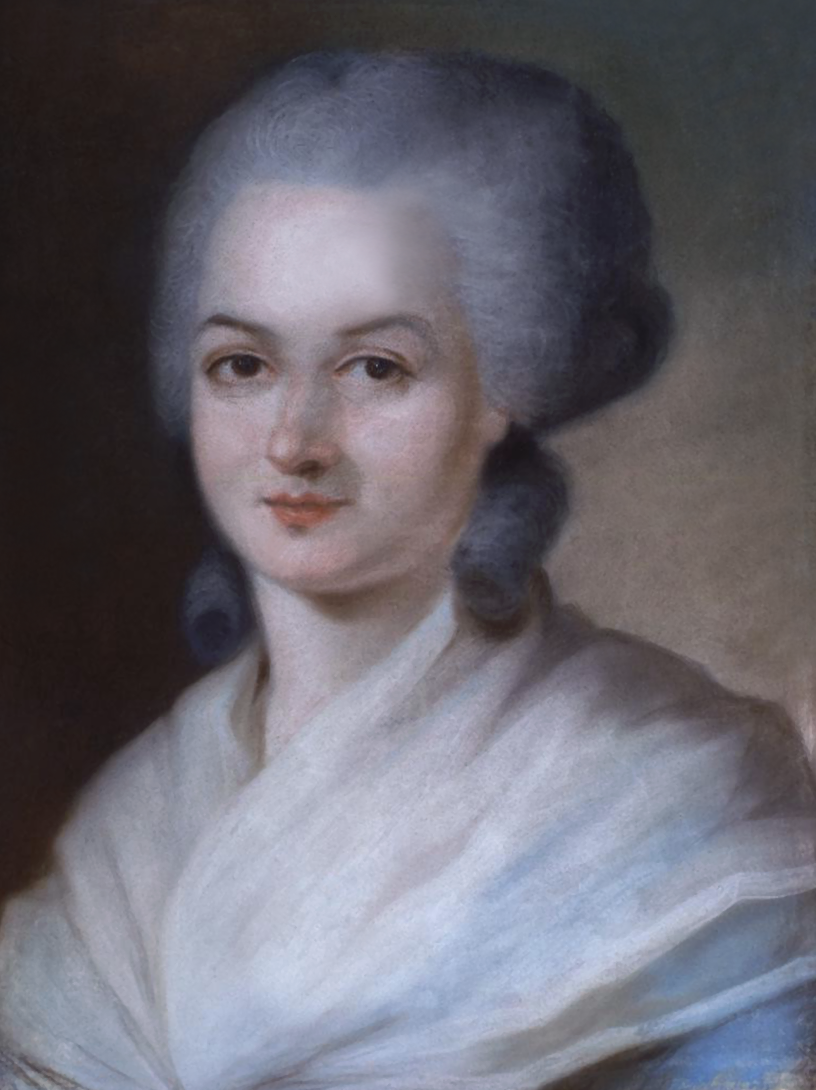
Pastel représentant Olympe de Gouges.

- 1789 - France : 5 octobre 1789, Marche des femmes de Paris à Versailles. Le roi et l'Assemblée doivent rejoindre Paris.

- 1790 - France :
  - Condorcet plaide pour le droit de vote aux femmes dans son Admission des femmes au droit de cité : « songez qu’il s’agit des droits de la moitié du genre humain ».
  - le droit d'aînesse masculin est supprimé par la loi. Tous les enfants sont désormais égaux devant la succession, quel que soit leur rang de naissance et leur sexe.

- 1791 - France :
  - La loi laïcise le mariage qui devient un contrat entre les époux.
  - Olympe de Gouges réclame l’égalité politique entre hommes et femmes dans sa Déclaration des droits de la femme et de la citoyenne : « article 1. La femme naît libre et égale à l’homme en droits ». Elle est guillotinée deux ans plus tard, officiellement pour des écrits en faveur de Louis XVI.
  - Instauration du suffrage censitaire (environ 4,3 millions d’électeurs pour 40 000 personnes éligibles). Les femmes sont exclues du corps électoral.

- 1792 - France :
  - Le divorce est institué par la loi qui reconnaît par ailleurs l'égalité des époux, et le divorce par consentement mutuel.
  - Les clubs politiques de femmes à Paris comme en province se radicalisent autour de la question essentielle de l’égalité politique. Le plus fameux de ces clubs féminins donnant une tribune à la cause féministe est la Société patriotique et de bienfaisance des amies de la vérité.

- 1792 - Grande-Bretagne : En réponse à des écrits de l'Irlandais Edmund Burke critiquant la Révolution française, Mary Wollstonecraft publie A vindication of the Rights of Women mettant l'accent sur les apports de la Révolution sur la condition féminine.

- 1793 - France
  - Instauration du suffrage « universel » ; mais les femmes sont toujours exclues de la citoyenneté au même titre que les mineurs, les domestiques, les aliénés et les religieux cloîtrés.
  - Les femmes de Paris coiffées d’un bonnet rouge prennent d’assaut le Conseil général de la Commune de Paris, avec à leur tête, Claire Lacombe. Elles sont repoussées aux accents d’un discours clairement misogyne du procureur général Chaumette. Dans la foulée de ce coup de force, un décret de la Convention montagnarde interdit tous les clubs politiques de femmes[8].

- 1795 - France : les femmes sont exclues de la vie politique. Tenaces, elles s’installent alors dans les travées réservées au public dans les différentes assemblées et ne manquent jamais une occasion pour émettre des avis en pleine délibération des législateurs. Ces femmes qui occupent littéralement les bancs du public sont vite taxées du nom de « tricoteuses », car nombre d’entre elles pratiquent effectivement le tricot en séance ou entre deux débats.

- 1804 - France : le Code civil français déclare la femme incapable juridiquement ; elle est sous l'autorité de son père puis de son mari. En revanche, la veuve jouit, en théorie, de la plénitude de ses capacités juridiques, droit de vote exclu. En effet, la veuve ayant eu des enfants reste surveillée par un Conseil de famille composé de membres de la famille de son mari. Napoléon, en homme de son temps, n’est pas très sensible à la cause féministe et déclare « je n’aime pas les femmes qui se mêlent de politique »[9].

- 1807 - France : Claude-Henri de Saint-Simon plaide pour le droit de vote des femmes.

- 1808 - France : Charles Fourier réclame le droit de vote des femmes et la liberté en amour. Saint-Simon et Fourier sont considérés[Par qui ?] comme les précurseurs des socialistes.

- 1810 - France :
  - Le Code pénal qualifie l'adultère de délit. L’adultère de l'époux est puni d’une amende, celui de l'épouse d’une peine de prison (de 3 à 24 mois).
  - Le Code pénal punit de réclusion les personnes qui pratiquent, aident ou subissent un avortement. Les médecins et pharmaciens impliqués sont condamnés aux travaux forcés.

### XIXesiècle

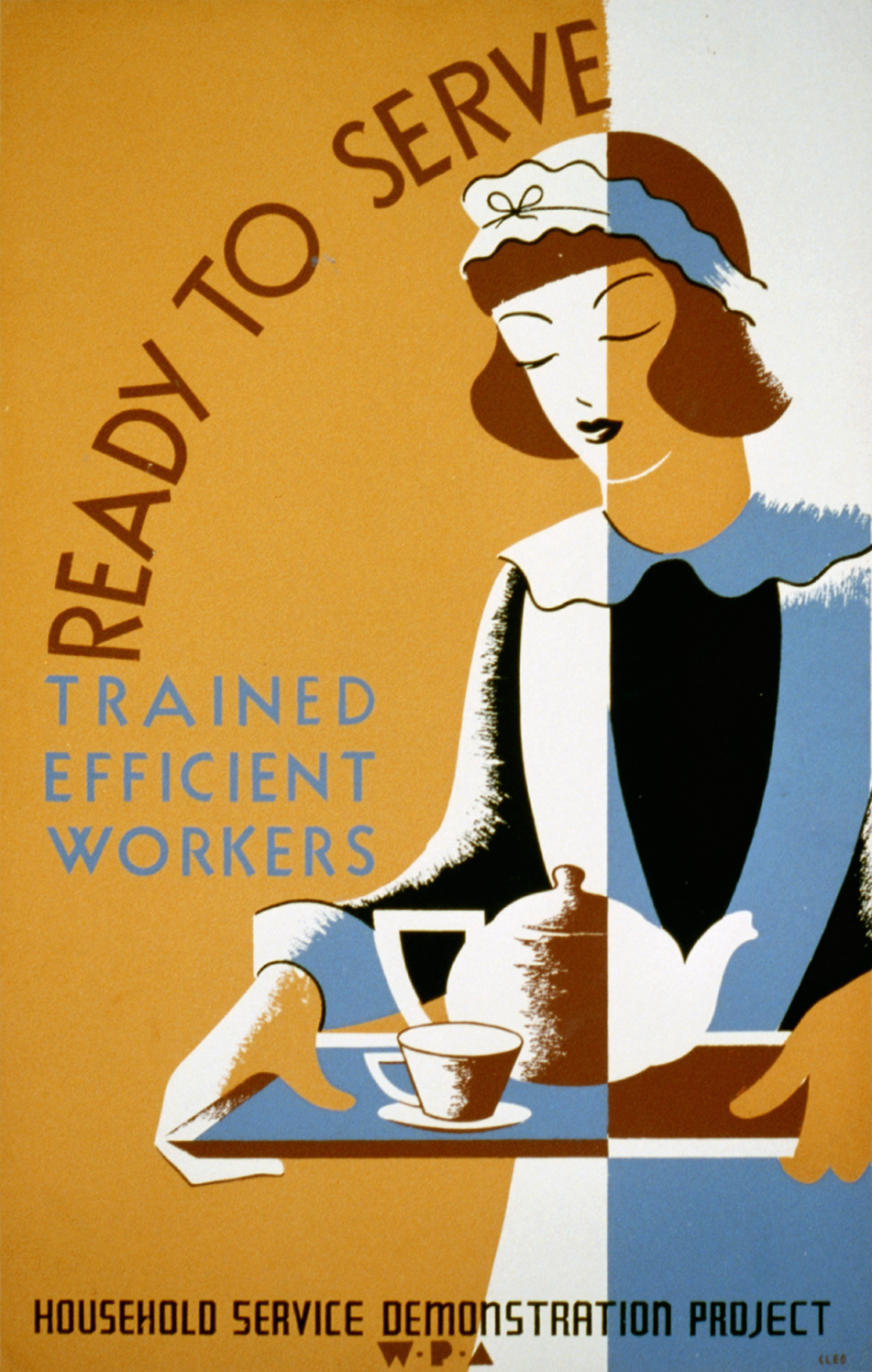
Affiche américaine de 1939 pour un service de travail domestique. Au XIXe siècle, la discrimination sexuelle maintient des rôles stéréotypés envers la domesticité : liée à généralisation de la société bourgeoise occidentale, la figure de la soubrette devient incontournable dans les vaudevilles qui font la satire des mœurs de ladite « bonne société ».

- 1816 - France : Restauration monarchique. Abolition du divorce.

- 1829 - Inde : Le Sati Prevention Regulation Act interdit la pratique de la satî, le sacrifice des veuves qui se jettent dans le bûcher crématoire de leur époux. Cette réforme qui prétend mettre un terme à une pratique vieille de plus de 2000 ans provoque inévitablement de farouches résistances parmi les traditionalistes, même de nos jours.

- 1832 - France :
  - Fondation du journal La femme libre.
  - Jusque-là délit, le viol est désormais un crime, mais c’est le père ou le mari qui est considéré comme lésé.

- 1835 - France : La militante socialiste Flora Tristan imagine, dans son Nécessité de faire bon accueil aux femmes étrangères, la mise en place d’une structure d’accueil et de logement pour les femmes seules. Jusqu’à sa mort (1844), Flora Tristan est la voix par excellence du féminisme-socialisme pendant cette décennie pré-marxiste. Elle assure la liaison entre le « vieux socialisme » et le marxisme[10].

- 1837 - Royaume-Uni : Amorce de l'ère victorienne (cf. : condition féminine dans la société victorienne).

- 1838 - France : Création de la première école normale d'institutrices.

- 1839 - France : de retour d’un voyage d’étude au Royaume-Uni, Flora Tristan avoue dans son Promenades dans Londres qu’« en France, de tradition, la femme y est l'être le plus honoré, en Angleterre, c'est le cheval ».

- 1844 - France : quelques jours avant son décès, Flora Tristan concède dans une lettre : « que j’ai tout le monde contre moi. Les hommes parce que je demande l’émancipation de la femme et les propriétaires parce que je demande celle des ouvriers ».
- 1846 - Suisse : Premières étudiantes en philosophie à l'université de Zurich[11].

- 1848 - France
  - 5 mars. Deuxième République. Rétablissement du suffrage « universel » après un système censitaire, mais les femmes sont toujours exclues du droit de vote.
  - Les Vésuviennes, femmes parisiennes qui avaient pris les armes lors de la révolution de 1848, revendiquent une Constitution politique des femmes, le port du pantalon[12],[13] l'accès à tous les emplois publics, civils, religieux et militaires. Ultra-radicales, les Vésuviennes desservent toutefois la cause féministe en réclamant des réformes comme l’obligation du mariage féminin à 21 ans, la mise en place d’un service militaire obligatoire féminin et le doublement du service militaire masculin pour les hommes qui refuseraient les tâches ménagères. La radicalité des Vésuviennes permet aux hommes hostiles à la cause féministe de s'en servir comme repoussoir.
  - Autres féministes de 1848 :
    - Jeanne Deroin, qui tente de se présenter aux élections.
    - Désirée Gay, George Sand qui participent activement au gouvernement de la République. Jeanne Deroin, Eugénie Niboyet, Louise Colet et Adèle Esquiros sont à l’origine de deux journaux[14] féministes : La Voix des femmes puis L’Opinion des Femmes. Le journal lance la candidature surprise, et illégale, de George Sand. Cette dernière qui découvre sa candidature dans le journal s’en prend aux « suffragistes » car elle considère l’égalité politique comme secondaire.

- 1848 - États-Unis : Elisabeth Cady Stanton dénonce la « tyrannie masculine » dans sa Déclaration de sentiments.

- 1849 - France : Jeanne Deroin tente de se présenter aux élections législatives. Le socialiste Proudhon est l’un des plus virulents opposants à cette candidature féminine : « L'humanité ne doit aux femmes aucune idée morale, politique, philosophique. L'homme invente, perfectionne, travaille, produit et nourrit la femme. Celle-ci n'a même pas inventé son fuseau et sa quenouille ».

- 1850 - France : la loi Falloux fait obligation pour les communes de plus de huit cents habitants d'ouvrir et d'entretenir une école publique de garçons comme de filles. La scolarité n'est cependant pas encore ni gratuite ni obligatoire.

- 1851 - France : le premier projet de loi proposant le droit de vote des femmes aux élections municipales voit le jour : il est dû à Pierre Leroux.

vers 1860 - Royaume-Uni : les suffragettes britanniques commencent à mener un combat d'envergure pour obtenir le droit de vote.
- 1861 - France : Julie-Victoire Daubié est la première bachelière française[11].

- 1862 - France : Elisa Lemonnier crée l'enseignement professionnel féminin, public et laïque.

- 1863
  - Finlande : dans les campagnes, les femmes qui administrent leurs biens peuvent voter aux élections communales, pour la première fois[15].
  - France : Emma Chenu devient bachelière ès science[11].

- 1864 - Belgique : ouverture par Isabelle Gatti de Gamond de son Cours d'Éducation pour les jeunes filles

- 1865
  - Royaume-Uni : Développement du mouvement des suffragistes au sein d'un groupe de discussions la Kensington Society pour débattre du droit de vote pour les femmes[16].
  - Suisse : Les femmes peuvent accéder aux études de médecine à l'université de Zurich ; de nombreuses étudiantes étrangères se formeront dans cette université, dans différents cursus[11].

- 1865 - 1870 - Suisse : les universités suisses de Zurich, puis de Berne sont les premières à s'ouvrir progressivement aux femmes. Des jeunes filles viennent de toute l’Europe pour y étudier.

- 1867 - France : Victor Duruy crée les cours secondaires publics destinés aux filles ; ils restent cependant payants.
- 1868 - France :
  - Emma Chenu devient licenciée ès science[11].
  - Droit d'étudier la médecine pour les femmes[11].

- 1869
  - Royaume-Uni :
    - Josephine Butler publie Woman's work and woman's culture, à Londres.
    - Création du collège Girton à Cambridge, premier collège pour femmes résidentiel[11].

  - États-Unis : le Wyoming est le premier État du pays à accorder le droit de vote aux femmes[15].

- 1870
  - Finlande et Suède : les femmes peuvent accéder à l'université[11].
  - France : la première femme médecin diplômée dans le pays est l'Anglaise Elizabeth Garrett[11].
  - Inde : Rappel de l'interdiction d'infanticide des filles et obligation de déclarer chaque naissance.
- 1871 - France :
  - Droit d'étudier les lettres pour les femmes[11].
  - Julie-Victoire Daubié est la première licenciée ès-lettres française[11].
- 1872 - Finlande : en ville, les femmes qui administrent leurs biens peuvent voter aux élections communales, pour la première fois[15].

- 1873 - États-Unis : ouverture de la première université qui ouvre toutes ses sections aux femmes, à Boston

- 1874 - France
  - Le travail des femmes est interdit dans les mines et les carrières.
  - Le travail de nuit des femmes non majeures est interdit.
  - Joséphine Andrée, syndicaliste fonde le Syndicat féminin de la couture, premier syndicat féminin.

- 1875
  - Danemark : les femmes peuvent accéder à l'université[11].
  - France :
    - La Constitution de la IIIe République confirme la privation de droits politiques pour les femmes.
    - Madeleine Brès devient la première femme médecin française diplômée dans le pays[11].

- 1876 - France :
  - Hubertine Auclert fonde Le Droit des femmes, groupe suffragiste qui devient Le Suffrage des femmes en 1883.
  - Lors du congrès de Marseille, Hubertine Auclert proclame : « Qui dit droit, dit responsabilité, la femme doit travailler, n'étant pas moins tenue de produire que l'homme, vu qu'elle consomme… qu'il y ait pour les deux sexes même facilité de production, et application rigoureuse de cette formule économique : à production égale, salaire égal ».

- 1878 - Italie : les femmes peuvent accéder à l'université[11].
- 1879 - France : la loi Bert rend obligatoire l'entretien d'une École normale d'institutrices dans chaque département français[11].

- 1880 - Accès des femmes aux universités
  - France : la Sorbonne s'ouvre aux jeunes filles. La loi Camille Sée institue un enseignement secondaire féminin d'État (Écoles normales supérieures[11]).
  - Belgique : admission d’une première étudiante à l’université libre de Bruxelles (Liège : 1881, Gand : 1882, Louvain : 1920)

- 1880 - Japon : profitant de l'ouverture du pays à l'Occident, les femmes japonaises manifestent afin d'obtenir des réformes. En réponse à ces manifestations, une loi interdit désormais la présence des femmes sur la scène politique.

- 1881
  - France
    - L'enseignement primaire est désormais obligatoire, public et laïc pour tous les enfants : filles et garçons (loi Jules Ferry).
    - Ouverture de l’École normale des professeurs-femmes de Sèvres[11].
    - Hubertine Auclert lance le journal La Citoyenne.
    - Blanche Edwards-Pilliet est reçue au concours de l'externat en médecine. Des étudiants brûlent son effigie boulevard Saint-Michel.

  - Royaume-Uni : les femmes peuvent accéder à l'université de Cambridge[11].

- 1882 - France :
  - Création de la première agrégation féminine[11].
  - Le premier lycée de jeunes filles du pays ouvre à Montpellier[11].
- 1884
  - Belgique : Isala Van Diest, première femme médecin belge, est autorisée par arrêté royal à ouvrir son propre cabinet médical.
  - France :
    - La loi Naquet rétablit le divorce, pour faute seulement, pas par consentement mutuel.
    - Clémence Royer, femme de sciences, devient la première femme à donner des cours à la Sorbonne.
    - Droit d'étudier le droit pour les femmes[11].

  - Royaume-Uni : les femmes peuvent accéder à l'université d'Oxford, mais sans égalité avec les étudiants masculins[11].

- 1885 - États-Unis : ouverture du collège Bryn Mawr, avec une présidente, Martha Carey Thomas, qui a étudié en Europe : à Leipzig et Zurich[11].
- 1887 - France : la première femme licenciée en droit d'une université dans le pays est la Roumaine S. Bilcescu[11].
- 1888 - International : création du Conseil international des femmes (CIF ou ICW en anglais)
- 1889 - France : Paul Robin crée à Paris le premier centre d'information et de vente de produits anticonceptionnels.
- 1890 - France : la Française Jeanne Chauvin est licenciée en droit[11].

- 1891 - France : Maria Martin crée le Journal des femmes.

- 1891 - Inde : l'âge du mariage est porté à un minimum de 12 ans pour les filles.

- 1892 - France
  - Le travail de nuit est interdit à toutes les femmes, quel que soit leur âge.
  - Le port du pantalon, interdit pour les femmes depuis le Directoire, est désormais possible à condition qu’elles tiennent à la main une bicyclette ou un cheval (cette loi n'a été abrogée qu'en 2013 mais était tombée en désuétude).
  - Possibilité de devenir dentistes pour les femmes[11].

- 1893
  - Nouvelle-Zélande : premier pays au monde à accorder le droit de vote aux femmes Néo-Zélandaises ; elles n'ont pas encore le droit d'éligibilité[15].
  - États-Unis : le Colorado est le second État du pays à accorder le droit de vote aux femmes[15].
  - Australie : à partir de cette année, État par État, le pays commence à donner le droit de vote aux femmes[15].

- 1896
  - Empire allemand : les premières bachelières allemandes sont fêtées à Berlin[11].
  - États-Unis : l'Idaho et l'Utah sont les troisième et quatrième États du pays à accorder le droit de vote aux femmes[15].
- 1897 - France : 
  - Les femmes peuvent désormais témoigner dans les actes d'état-civil, et dans les actes notariés.
  - Fondation du journal quotidien féministe La Fronde par Marguerite Durand.

- 1898 - France :
  - La loi permet désormais aux femmes d'être électrices au tribunal de commerce.
  - Droit d'étudier les beaux-arts pour les femmes[11].

- 1900

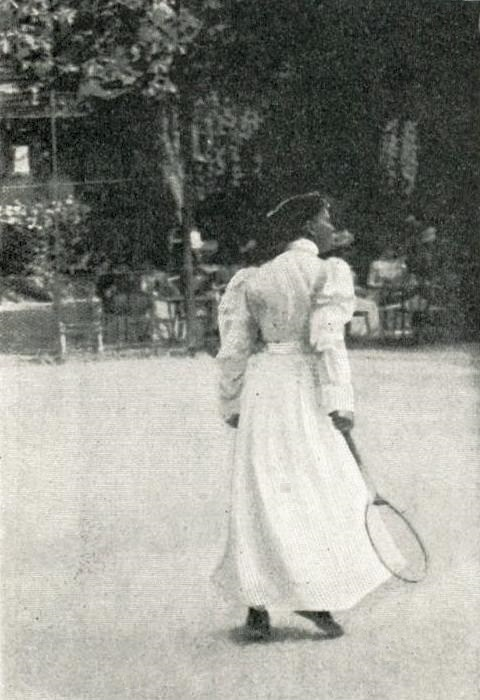
La joueuse de tennis Charlotte Cooper, médaillée d'or aux Jeux olympiques de 1900.

  - « International » : Deuxièmes Jeux olympiques, à Paris ; les femmes y concourent pour la première fois[11]. Ce sont 12 femmes issues de 5 pays qui peuvent participer au golf et au tennis, sports qui ne nécessitent pas de tenues considérées comme « indécentes » et ne mènent pas au contact[11]. Les médaillées d'or sont Margaret Abbott au golf et Charlotte Cooper au tennis[11].
  - Égypte : création d'un enseignement secondaire féminin[17].
  - Empire allemand : le Land de Bade est le premier de l'Empire à accepter et « immatriculer » des étudiantes de nationalité allemande[11].
  - France :
    - Les femmes peuvent désormais plaider comme avocates[11]. Olga Petit (née Balachwsky) et Jeanne Chauvin sont les premières à prêter serment[18].
    - Ouverture aux femmes de l'École nationale supérieure des beaux-arts.
    - Journée de travail de 10 heures pour les femmes et les enfants contre 12 pour les hommes.
    - Clémence Royer est la première femme décorée de la Légion d'honneur pour des travaux scientifiques[17].

  - Tunisie : inauguration de la première école de filles[11].
  - Belgique : premières libertés économiques des femmes établies légalement, droit à l’épargne personnelle de la femme mariée, droit de signer un contrat de travail et d’encaisser un salaire.

- Fin du XIXe siècle - Grèce :  la réalisation d'établissements d'enseignement pour filles est financée par la fortune de Catherine Lascaridou[11].

### XXesiècle

#### Début du siècle
- 1901
  - France : 
    - Création du Conseil national des femmes françaises, affilié au Conseil international des femmes.
    - Première proposition de loi accordant le droit de vote aux femmes majeures, célibataires, veuves ou divorcées, mais pas aux femmes mariées (dont on ne pourrait être sûr qu'elle vote comme le voudrait leur mari).

  - Japon : la première université féminine est créée, par le féministe Naruze Jingo[11].
  - Norvège : les femmes administrant leurs biens peuvent voter aux élections communales[15].

- 1902 - Australie : les Australiennes peuvent désormais voter.Marie Curie, physicienne et chimiste, deux fois récompensée par des prix Nobel (1903 puis 1911).

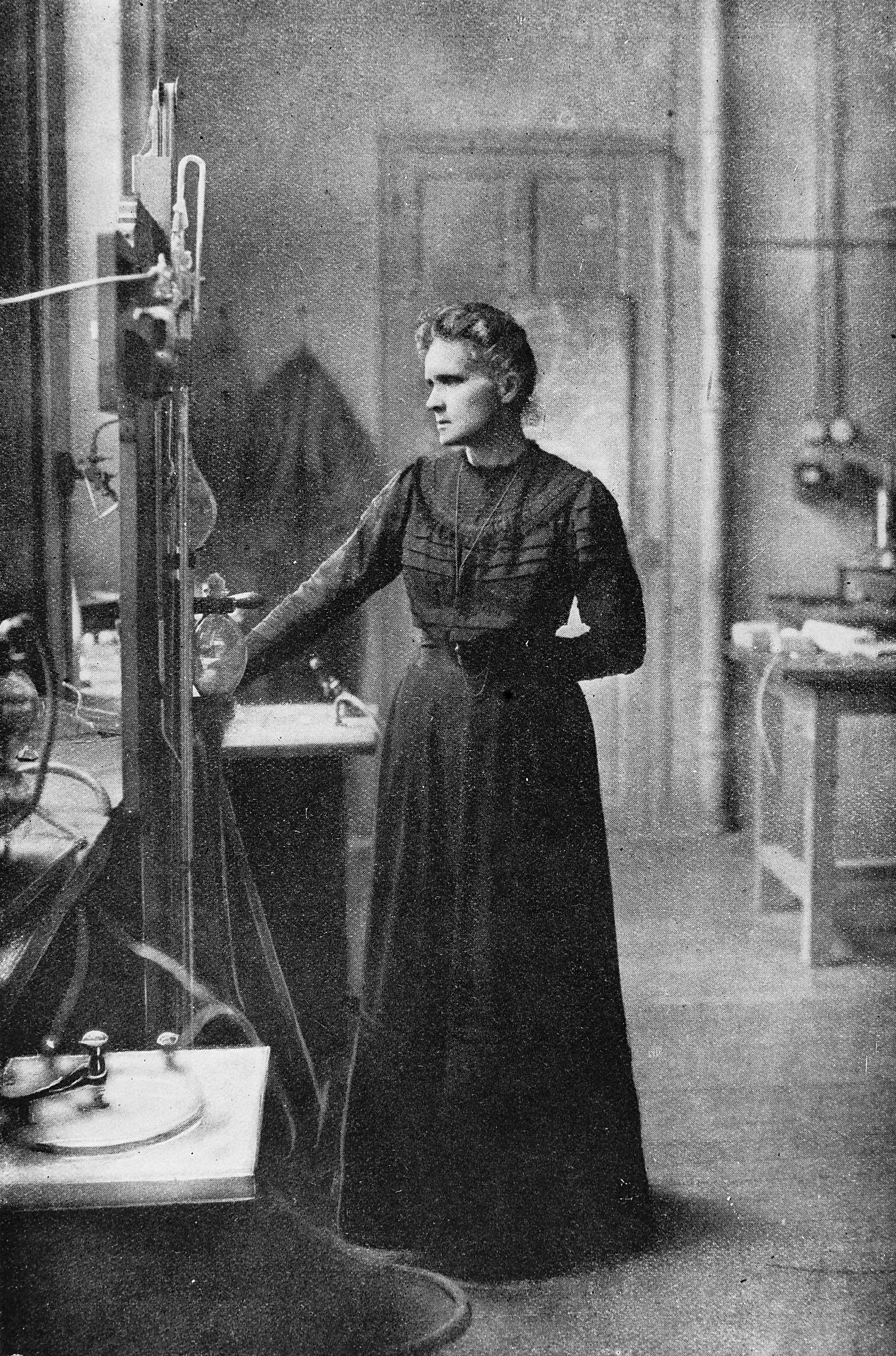
Marie Curie, physicienne et chimiste, deux fois récompensée par des prix Nobel (1903 puis 1911).

- 1903 - France : Marie Curie reçoit le prix Nobel de physique pour la découverte de la radioactivité. C'est le premier prix Nobel (créé en 1900) décerné à une femme.

- 1904 - États-Unis : Carrie Chapman Catt fonde l'Alliance internationale pour le suffrage des femmes.

- 1905
  - International : Conférence internationale sur la protection du travail, à Berne (Suisse) ; elle concerne le travail de nuit des femmes dans l'industrie[19].
  - Grande-Bretagne : Les manifestantes féministes Annie Kenney et Christabel Pankhurst sont arrêtées ; elles sont surnommées « suffragettes »[19].

- 1906
  - Finlande : les Finlandaises obtiennent le droit de vote et d'éligibilité[15].
  - France :
    - Isabelle Bogelot est la première femme nommée au Conseil supérieur de l'assistance et de l'hygiène publique, grâce au travail du Conseil national des femmes françaises
    - Le couturier Paul Poiret supprime le corset, en créant des robes taille haute. Il devient ainsi un pionnier de l'émancipation féminine.
    - Grève des transbordeuses d'oranges de Cerbère (Pyrénées) demandant l'augmentation des salaires et la reprise d'ouvrières précédemment licenciées[20].
    - Grève de 8000 ouvriers de la chaussure (la moitié étant des femmes), durant 110 jours, à Fougères (Bretagne)[20].

  - Grande-Bretagne : Afin de lutter contre l'exploitation des femmes travaillant à domicile, création de l'Anti-Sweating League (le sweating system désignant en anglais des conditions de travail touchant cette catégorie de travailleuses, qui ont des salaires très bas, des horaires variables avec parfois des journées de 18 heures et d'autres moments de l'année où elles sont au chômage)[20].

- 1907
  - États-Unis :
    - Kate Barnard est la première femme du pays élue à un Parlement d'État, en Oklahoma[21].
    - Le chirurgien Halsted décrit l'opération du cancer du sein, selon un protocole qui sera utilisé jusqu'au milieu du XXe siècle (suppression du sein malade, des muscles pectoraux et des ganglions axillaires, avec des résultats limités, des répercussions négatives liées à la mutilation et des complications invalidantes ; plus tard, l'opération sera remplacée par uniquement l'ablation de la tumeur si elle est de taille réduite[22].

  - Finlande : pour la première fois, 19 députées entrent au Parlement[15].
  - France :
    - La loi permet aux femmes d'être électrices et éligibles aux tribunaux de prud'hommes.
    - Loi sur les biens réservés pour que les femmes (mariées) puissent disposer librement de leur salaire[23].
    - Dufaut et Charnier sont les deux premières cochères de fiacre du pays validées par l'examen professionnel[21].

  - Grande-Bretagne : Plusieurs manifestations demandant le droit de vote et le droit d'être élues pour les femmes[24].

- 1908
  - International : Jeux olympiques à Londres, avec trois disciplines ouvertes aux femmes : tennis, tir à l'arc et patinage artistique[21]. 3 pays sont représentés par 43 sportives[21]. En parallèle à ces jeux, des démonstrations sportives jugées plus « féminines » sont organisées : en gymnastique, natation et plongeon[25].
  - Empire allemand
    - Le droit d'association et de réunion concerne aussi les femmes : celles-ci peuvent alors s'inscrire dans un parti politique, mais elles sont alors réduites à des tâches subalternes[21].
    - Les femmes allemandes sont acceptées à l'université en Prusse[11].
    - Rahel Straus devient la première femme médecin[21].

  - Grande-Bretagne :
    - 250 000 suffragettes défilent dans Londres, à l'appel de la WSPU[21].
    - Elizabeth Garrett Anderson est la première femme élue maire, à Aldeburgh[21].

  - Finlande : 25 députées au Parlement[15].
  - Italie : Premier Congrès de la femme italienne ; il concerne le statut juridique des femmes, leur travail mal payé, et les conséquences de l'émigration des hommes[21].

- 1909
  - International : Selma Lagerlöf est la première femme à recevoir le prix Nobel de littérature[26]. Sept autres femmes le recevront au cours du XXe siècle (en 1926, 1928, 1938, 1945, 1966, 1991 et 1993)[26].
  - Allemagne : Invention d'un pessaire en fil de soie, ancêtre du stérilet, à placer dans l'utérus par le docteur Richter[26].
  - États-Unis : Grève dans l'industrie du corsage à New-York : 20 000 ouvrières demandent une amélioration des conditions de travail et la défense de la liberté syndicale[26].
  - France :
    - Création du congé de maternité (8 semaines) pour une salariée, mais il n'est pas rémunéré ; elle ne peut pas être licenciée pendant cette période[26].
    - Les salaires des instituteurs et des institutrices deviennent égaux : première application du principe énoncé par Hubertine Auclert : « à travail égal, salaire égal ».
    - Grande manifestation à Paris pour le droit de vote des femmes.
    - Création de l'Union française pour le suffrage des femmes[27].
    - Rappel de la circulaire de 1892. Le port du pantalon n'est plus un délit si la femme tient un guidon de bicyclette ou les rênes d'un cheval[26]. Dans les faits, l'usage se répand dès les années 1920 pour devenir courant dans les années 1960.
    - Lily Laskine est la première instrumentiste dans l'orchestre de l'Opéra de Paris[26].

  - Suisse : Création de l'Association suisse pour le suffrage féminin à Genève, qui donne des conférences, des pétitions et des « thés suffragistes »[26].

- 1910
  - International :
    - Lors de leur conférence internationale, les femmes socialistes créent la « Journée des femmes », sur l'initiative de l'Allemande Clara Zetkin, en vue notamment de promouvoir le droit de vote des femmes ; le 19 mars 1911, cette journée a lieu en Allemagne, Autriche, Suisse et au Danemark[28]. D'autres pays suivront, dont la France le 5 juillet 1914[28]. En Russie, la Révolution de Février commence le 23 février 1917 du calendrier grégorien (8 mars du calendrier julien) avec une manifestation d'ouvrières à Saint-Pétersbourg : en commémoration, Lénine décidera en 1921 que la Journée des femmes aura lieu le 8 mars ; cette date de célébration se répandra dans les pays communistes : Chine dès 1924, Europe de l'Est dès 1946 ; les socialistes restent sur une date selon le pays (en Belgique, le 11 novembre)[28]. Le mythe d'un 8 mars commémorant une grève d'ouvrières à New-York en 1857 naît en France le 5 mars 1955 : cela permet que la journée s'affranchisse de son image liée au communisme et trouve de nouvelles racines américaines ; or, la grève en question n'a jamais existé, ce que révèleront les chercheuses Liliane Kandel et Françoise Picq en 1982[28]. La célébration de la Journée internationale des femmes du 8 mars perd plus tard une part de sa valeur de protestation dans certains pays, mais elle la conserve dans d'autres : par exemple, en Algérie, ou au Chili en 1986 avec une répression violente d'une manifestation[28].
    - Élisa Deroche est la première femme au monde qui obtient le brevet de pilote d'avion, 36 hommes l'ayant eu auparavant[28].

  - Espagne : L'inscription à l'université est ouverte aux femmes[28].
  - France :
    - Les institutrices obtiennent la rémunération de leur congé de maternité.
    - Le rapport Buisson propose à la Chambre des députés le droit de vote et d'éligibilité des femmes.
    - L’École normale supérieure en sciences de la rue d'Ulm, à Paris, s'ouvre aux femmes projetant d'enseigner dans le supérieur ; Rivière est la première candidate[28].
    - L'École normale supérieure de jeunes filles (rue de Sèvres, à Paris), équivalente de celle de la rue d'Ulm des hommes mais destinée aux jeunes filles, est rattachée à l'enseignement secondaire (ce sera le cas jusqu'en 1939)[28].

- 1911
  - Commonwealth : Emily Murphy est la première femme juge.
  - France :
    - Au sein du syndicat CGT des employés, création d'une section féminine.
    - Les employées des PTT obtiennent la rémunération de leur congé maternité.
    - Marie Curie reçoit le prix Nobel de chimie pour ses travaux sur le radium. Marie Curie est la première scientifique, hommes et femmes confondus, à obtenir deux prix Nobel.

- 1912 - Chine : Pour réclamer le droit de vote, les femmes chinoises envahissent l'enceinte du nouveau Parlement, en vain.

- 1913 - Norvège : Droit de vote pour les Norvégiennes.

- 1914 - Islande : Droit de vote pour les Islandaises.
- 1915 - France : La modiste Coco Chanel raccourcit les jupes et supprime la taille. Elle conçoit aussi des vêtements pour les femmes, simples et pratiques, dont l’esthétique s’inspire d'une vie dynamique et sportive qui aime jouer avec les codes féminins-masculins.

- 1917
  - Union soviétique : Alexandra Kollontaï — membre du gouvernement bolchévique russe — est la première femme à faire partie d'un gouvernement.
  - Canada : Droit de vote pour les femmes.

#### Entre-deux-guerres
- 1918 - Europe : La plupart des Européennes obtiennent le droit de vote entre 1918 et 1920 (Royaume-Uni, Russie soviétique, Pologne, Tchécoslovaquie en 1918, Allemagne le 12 novembre 1918[28], Pays-Bas, Luxembourg, Belgique et Suède en 1919, Albanie, Autriche et Hongrie en 1920).

- 1918 - France : L'École Centrale est ouverte aux femmes.

- 1919
  - Pays-Bas - Luxembourg : Droit de vote pour les femmes
  - Finlande : la Constitution intègre l'égalité des sexes[15].
  - France :
    - La Chambre des députés adopte une proposition de loi pour le vote des femmes, par 329 voix contre 95 : proposition refusée par le Sénat.
    - Remise à Georges Clemenceau président de la Conférence de paix de Paris d'une pétition de cinq millions de femmes américaines contre le viol de guerre. Elle n'aura pas de suites.
    - L'École supérieure de chimie de Paris et l'École supérieure d'électricité s'ouvrent aux jeunes filles.

- 1920
  - États-Unis : Droit de vote à l'échelon fédéral, pour les femmes (XIXe amendement de la Constitution) : la ratification de cet amendement le 26 août 1920 est depuis commémorée chaque 26 août par la Journée de l'égalité de la femme[29].
  - France :
    - Les femmes mariées peuvent désormais adhérer à un syndicat sans l'autorisation de leur mari.
    - La vente de contraceptifs est interdite par la loi[30].

  - Tchécoslovaquie - Autriche : Droit de vote pour les femmes.

- 1921
  - International : Deuxième conférence internationale des femmes communistes, à Moscou, avec le thème principal « Comment faire participer la masse des femmes à la lutte contre l'impérialisme ? » ; 28 pays sont représentés par 82 déléguées[31].
  - Canada :
    - Agnes Macphail devient la première députée du pays, elle le restera jusqu'en 1940[31].
    - Mary Ellen Smith devient la première femme ministre du Canada et de l'Empire britannique[31].

  - Danemark : Femmes et hommes ont l'égalité d'accès à la fonction publique[31].
  - États-Unis : Inauguration du monument au mouvement des femmes, de la sculptrice Adelaide Johnson, à l'intérieur du Capitole des États-Unis à Washington ; l’œuvre a été financée par le National Woman's Party[31].
  - Irlande : Frances Kyle est la première avocate du pays[31].
  - Suède : Nouveau Code matrimonial : « aucun des deux (époux) ne jouit de droits supérieurs à ceux de l'autre et chacun peut disposer de son propre travail »[31].

- 1922
  - France : Le Sénat refuse d'examiner la proposition de loi sur le vote des femmes, par 134 voix sur 156[32].
  - Japon : Abrogation de la loi interdisant aux femmes toute activité politique.

- 1923 - France : L'avortement est un crime passible de la cour d'assises.

- 1924 - France : Le décret Bérard institue des horaires et des programmes d'études identiques dans les établissements secondaires de garçons et de filles, ce qui créé l'équivalence entre les baccalauréats masculin et féminin.

- 1925 - France :
  - Création de l'École polytechnique féminine.
  - La Chambre des députés adopte par 389 voix contre 140 une proposition de loi instaurant le vote des femmes lors des élections municipales et cantonales.
  - Tour de France suffragiste de Marthe Bray.
  - Des candidates communistes sont élues aux municipales. Mme Variot siège par exemple au conseil municipal de Malakoff. Ces élues sont finalement écartées par les tribunaux.

- 1926 - France : création de la Fête des mères.

- 1927 - France
  - Les employés des deux sexes des PTT, de la Caisse des Dépôts et Consignations, et les professeurs du secondaire à niveau de diplôme égal ont désormais le même traitement.
  - Une Française mariée à un étranger conserve sa nationalité.
  - L’Assemblée vote une quatrième fois en faveur du droit de vote aux femmes par 396 voix contre 94. Le Sénat fait barrage.

- 1928 - France : Le congé de maternité de huit semaines, avec maintien du traitement, est étendu à toute la fonction publique.

- 1929 - Inde : L'âge du mariage est porté à un minimum de 14 ans pour les filles.

- 1930 - France : Les femmes peuvent être juges.

- 1932 - France : La Chambre des députés vote par 446 voix contre 60 une résolution invitant le gouvernement à faire pression sur le Sénat afin de rendre possible l’adoption du texte sur le droit de vote aux femmes. Sans suites.

- 1934 - Turquie : Droit de vote pour les Turques.

- 1935
  - Philippines : Droit de vote pour les femmes philippines.
  - France : La Chambre des députés se prononce pour la cinquième fois pour le vote des femmes par 453 voix contre 124. À nouveau, le Sénat bloque.

- 1935-1936 - France : Plusieurs communes organisent des scrutins parallèles mixtes aboutissant à faire élire des conseillères municipales supplémentaires ; à Louviers, dont le maire est Pierre Mendès France, six conseillères sont ainsi élues et siègent avec voix consultative.

- 1936
  - France :
    - Le 4 juin, Blum nomme trois femmes dans son gouvernement. Il s'agit de Cécile Brunschvicg, présidente de l'UFSF, Suzanne Lacore et Irène Joliot-Curie.
    - Le 30 juillet, la Chambre des députés se prononce pour la sixième et dernière fois pour le vote des femmes par 495 voix contre 0. Le gouvernement s'abstient. Le Sénat n'inscrira jamais ce texte à son ordre du jour.

  - Allemagne nazie :
    - Promulgation d'une loi interdisant certaines hautes fonctions aux femmes dans la magistrature (juge et procureur notamment) ainsi que dans le corps médical. Les femmes conservent le droit de vote, mais ne sont plus éligibles (cf. : condition des femmes sous le Troisième Reich).

- 1937 - France : 
  - Les femmes sont autorisées à enseigner le latin, le grec et la philosophie.
  - Les femmes mariées peuvent obtenir un passeport sans l’autorisation de leur mari.

- 1938 - France : L'article 213 du Code Civil de 1804 est réformé et supprime l'incapacité juridique des femmes. Elles ne doivent plus obéissance à leur époux.

#### Seconde Guerre mondiale

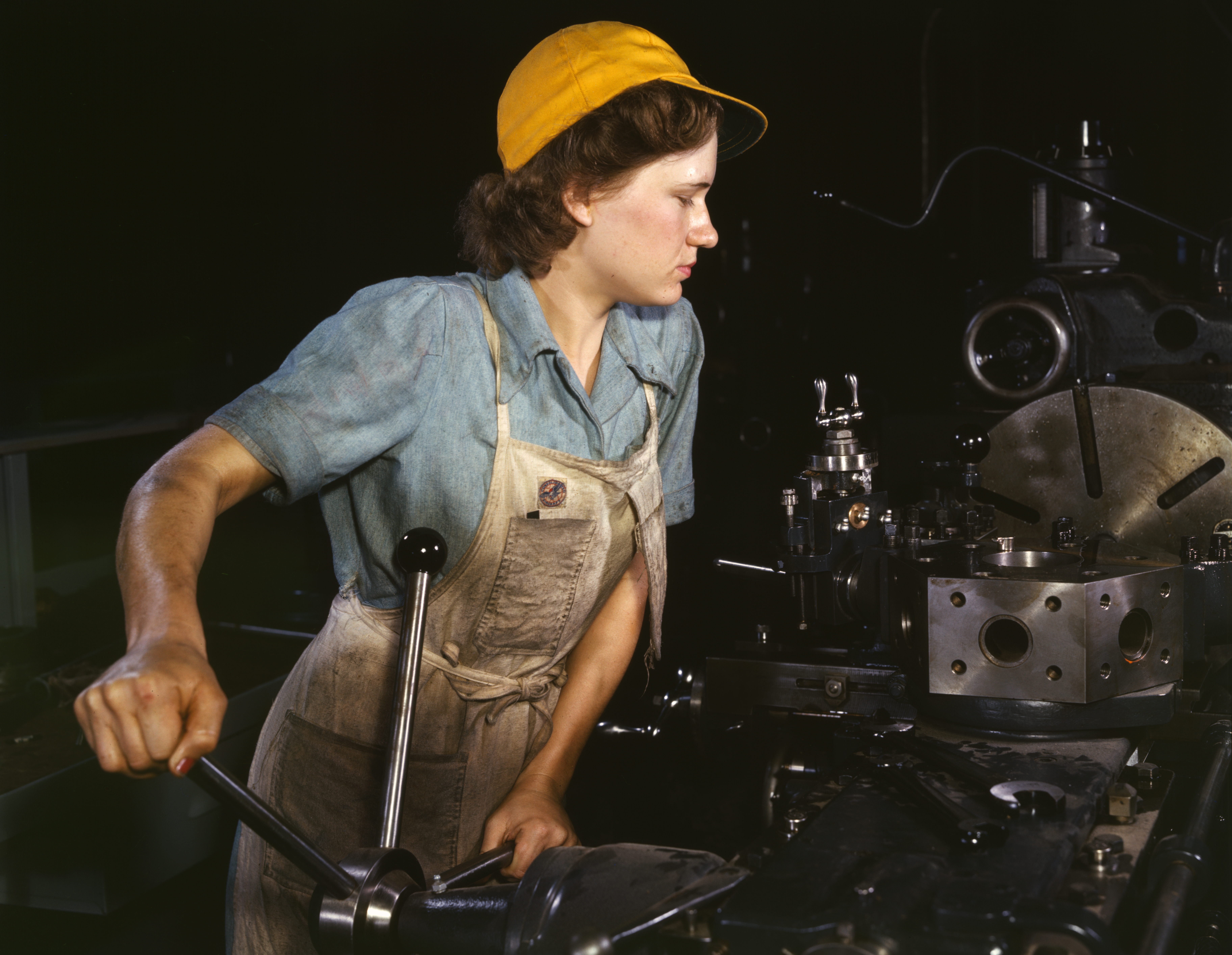
Durant la Seconde Guerre mondiale les femmes ont accédé à des postes de travail dans les usines pour soutenir l'effort de guerre.

Deux ouvrières de maintenance chargées de nettoyer à intervalles réguliers les sommets de 12 hauts fourneaux à l'aciérie Gary Works, Indiana. À titre de précaution, elles portent des masques à oxygène. Les femmes américaines ont largement contribué au Victory Program.

- 1939 - France : Création de brigades policières chargées de traquer les « faiseuse d'anges ». La répression contre l’avortement et la contraception s'accroît. L'une des premières militantes pro-IVG, Madeleine Pelletier — également médecin —, est arrêtée et menée à l'asile, où elle meurt six mois plus tard.

- 1940 - France : 
  - Régime de Vichy. Un décret-loi de Vichy rend très restrictif l'accès des femmes à l'emploi public.

- 1941 - France :
  - Régime de Vichy. Les époux mariés depuis moins de 3 ans ne peuvent pas divorcer.

- 1942 - France
  - Régime de Vichy. L'avortement, qui était un délit, devient un crime contre la sûreté de l'État ; il est puni de la peine de mort.
  - France libre. 23 juin. Le général de Gaulle déclare : « Une fois l'ennemi chassé du territoire, tous les hommes et toutes les femmes de chez nous éliront l'Assemblée nationale ».

- 1943 - France
  - France Libre. Marthe Simard et Lucie Aubrac sont nommées membres de l'Assemblée consultative provisoire. C'est la première fois qu'une femme siège dans une assemblée parlementaire française.
  - Régime de Vichy. Marie-Louise Giraud, une « avorteuse », est guillotinée.

- 1944 - France :
  - 24 mars. France Libre. Vote de l’Assemblée réunie à Alger du droit de vote pour les femmes par 51 voix sur 67.
  - 21 avril. France Libre. Après un vote de l’Assemblée réunie à Alger, De Gaulle signe l’ordonnance donnant le droit de vote et l'éligibilité aux femmes. Les militaires de carrière, hommes ou femmes, attendent 1945 pour obtenir le droit de vote (cf. : ordonnance du 21 avril 1944).
  - En novembre, l'Assemblée consultative provisoire, pour l'ouverture de sa session à Paris, compte dix femmes.

#### Après-guerre
- 1945 Préambule de la Charte des Nations Unies (en anglais).

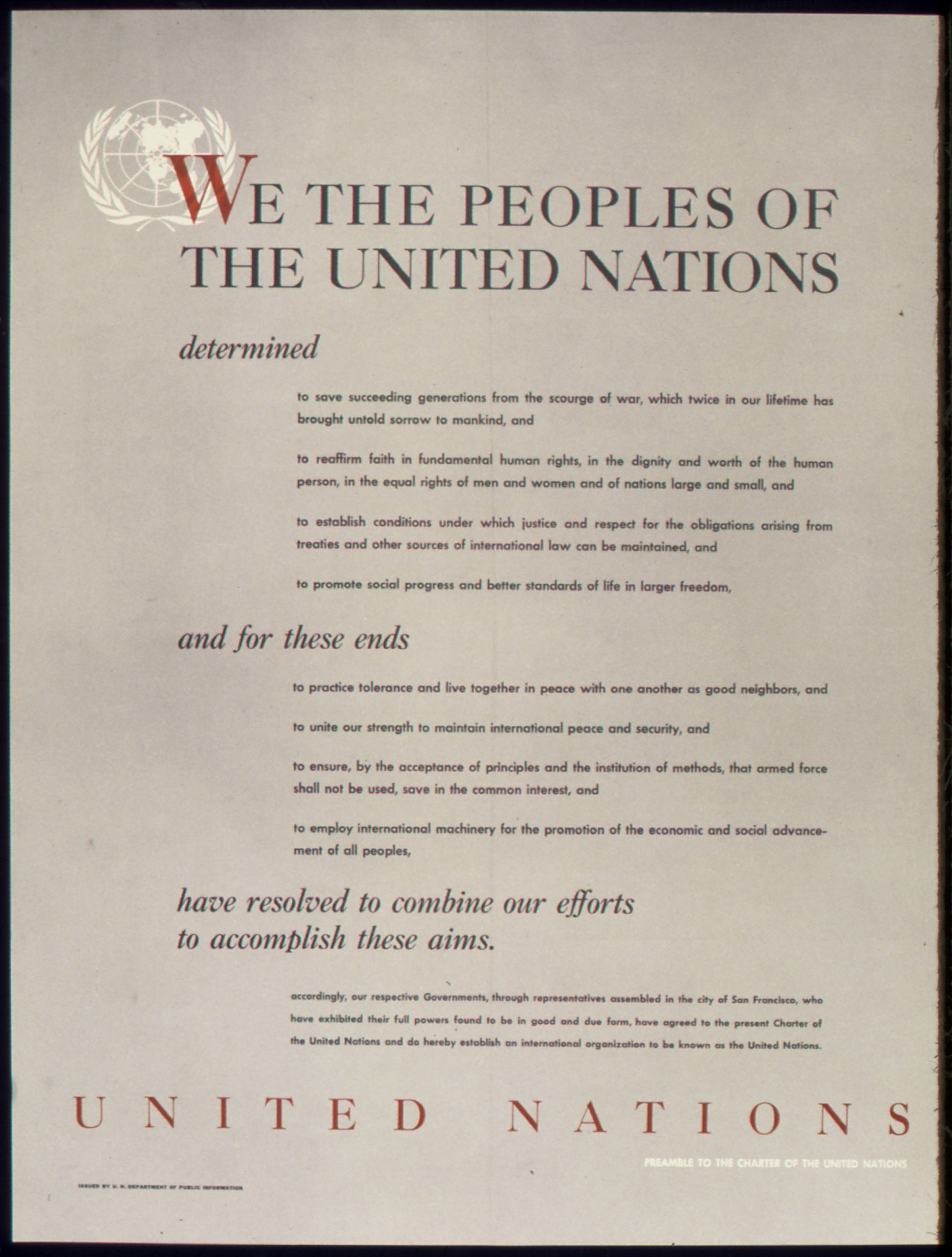
Préambule de la Charte des Nations Unies (en anglais).

  - Organisation des Nations unies (ONU) : « principe d'égalité sans discrimination de sexe » dans la Charte des Nations unies de 26 juin 1945 : Article 55 alinéa 3[34].
  - France :
    - La notion de « salaire féminin » est supprimée. « À travail égal, salaire égal » s'inscrit dans la législation française. Plusieurs lois rappelleront ce principe en 1972, 1983 et 2005, notamment.
    - 29 avril : premier vote féminin, lors des élections municipales.
    - En octobre : premier vote féminin lors d'un scrutin national : 34 femmes élues membres de l'Assemblée nationale constituante.
    - Loi instaurant le congé de maternité obligatoire et rémunéré de 8 semaines (2 semaines avant et 6 semaines après l’accouchement). Ce congé est rémunéré à hauteur de 50 % du salaire, 100 % pour les fonctionnaires.

  - Japon : Sous l'influence américaine, la loi japonaise admet désormais l'égalité entre hommes et femmes. Droit de vote accordé aux femmes japonaises. Mixité de l'éducation.

- 1946 - France : le principe d'égalité des droits entre hommes et femmes est posé dans le préambule de la Constitution.

- 1947 - France : Germaine Poinso-Chapuis est la première femme nommée ministre.

- 1948
  - ONU : La Déclaration universelle des droits de l'homme reconnaît la pleine égalité entre hommes et femmes. Quelques pays ne ratifient pas la DUDH, en raison précisément de cet article, et beaucoup d'autres n'ont toujours pas harmonisé leur droit interne à la DUDH.
  - Belgique : droit de vote pour les femmes.

- 1949
  - 1949 - Chine : Mao interdit la pratique traditionnelle des « petits pieds » qui mutilait les pieds des femmes. Cette tradition datait du Xe siècle et était en nette perte de vitesse depuis le début du XXe siècle.
  - France : Simone de Beauvoir plaide dans son livre Le Deuxième Sexe pour une autonomie de la femme. Son livre ouvre le champ d'une philosophie féministe.

- 1952
  - International : Convention sur les droits politiques de la femme[35].
  - Convention no 103 de l'Organisation internationale du travail sur la maternité (congé maternité minimum de 12 semaines, pause allaitement, etc.), mais tous les pays ne la signent pas, entre autres les États-Unis, l'Australie et la Suisse notamment.

- 1954 - France : Publication de Bonjour tristesse de Françoise Sagan, qui fait scandale en raison de son « immoralité ». Sagan réplique en signalant : « Aujourd’hui, les jeunes filles écrivent ce qu’elles veulent ».
- 1955
  - États-Unis : (1er décembre) : Rosa Parks refuse de céder sa place à un passager blanc dans un bus à Montgomery. À la suite de son arrestation par la police et sa condamnation devant un tribunal, elle fait appel du jugement, créant une campagne de protestation et un boycott des bus de Montgomery, initié par Martin Luther King et Ralph Abernathy, qui dure 381 jours. Le 13 novembre 1956, la Cour suprême des États-Unis casse les lois ségrégationnistes dans les bus, les déclarant anticonstitutionnelles.
  - France : l'avortement thérapeutique est autorisé.
  - Inde : la loi interdit la polygamie. En l'an 2000, on estime que malgré l'interdiction en vigueur depuis 1955, 5 % des Indiens sont polygames.

- 1956
  - France : création de « la maternité heureuse » qui devient le « Planning familial » en 1960.
  - Tunisie : adoption du Code du statut personnel qui abolit la polygamie et institue le divorce judiciaire notamment. La Tunisie fait figure de pays arabo-musulman le plus avancé dans le domaine de la condition féminine.

- 1959
  - Canton de Vaud en Suisse : le canton est le premier canton suisse à accorder le droit de vote aux femmes sur le plan cantonal.
  - France : ouverture de l'École des ponts et chaussées aux femmes.

- 1960
  - France : les mères célibataires peuvent avoir un livret de famille.
  - Sri Lanka : Sirimavo Bandaranaike devient Premier ministre, c'est aussi la première fois qu'une femme est Premier ministre dans le monde.

- 1963
  - France : la mixité des élèves est instituée, par décret, comme le régime normal des Collèges d'enseignement secondaire.
  - États-Unis : la notion « à travail égal, salaire égal » entre dans la législation américaine.

- 1965
  - France : une épouse peut avoir un emploi et un compte en banque sans avoir à obtenir l'autorisation de son époux, et dispose librement de ses biens propres grâce à la loi du 13 juillet 1965 sur la réforme des régimes matrimoniaux[36].
  - Tunisie : nouvelles réformes de la condition féminine en Tunisie : égalité des salaires, scolarisation obligatoire pour les filles et les garçons de 6 à 12 puis à 16 ans, interventions contre le port du voile. Ces réformes voulues par le président Habib Bourguiba malgré de fortes résistances des milieux traditionalistes sont expliquées par un discours : « Il faut rendre la femme tunisienne à sa société pour qu’elle puisse jouer convenablement son rôle d’épouse, de mère et de citoyenne ; elle doit rattraper des siècles de retard pour vivre en femme du XXe siècle. ».
  - Algérie : manifestations importantes de femmes algériennes afin de réclamer des réformes, mais l'exemple tunisien ne fait pas école.

- 1966
  - France : la loi interdit de licencier une femme enceinte et pendant les 12 semaines suivant l'accouchement.
  - Algérie : le débat sur l'adoption d'un Code de la famille tourne court. Le projet de réforme est abandonné.

- 1967
  - États-Unis : mouvement « Women's Lib » aux États-Unis, mouvement de libération des femmes américaines.
  - France : 28 décembre. la contraception est autorisée par la loi Neuwirth. Les femmes sont autorisées à pénétrer dans la Bourse de Paris[7].

- 1968 - Vatican : le pape Paul VI condamne le recours aux méthodes de contraception dans son encyclique Humanae Vitae.

- 1969 - France : le Mouvement des Femmes (futur MLF) voit le jour un an après les évènements de mai 1968. Première action d’éclat le 26 août 1970 avec 8 femmes (dont Monique Wittig) déposant au pied de l’Arc de Triomphe des fleurs pour la veuve du soldat inconnu.

#### Des années 1970 à la fin du siècle
- 1970
  - France :
    - La loi dispose que désormais « les deux époux assurent ensemble la direction morale et matérielle de la famille » : c'est la fin de la notion de « chef de famille » et de la puissance paternelle, remplacées par l'autorité parentale.
    - Ouverture de l'École polytechnique aux femmes.
    - Le congé maternité est indemnisé à 90 % du salaire brut par la sécurité sociale (ou assurance maladie-CPAM) soit, grosso modo, le salaire net.

  - Royaume-Uni : la notion « à travail égal, salaire égal » entre dans la législation britannique.

- 1971
  - France :
    - Publication dans Le Nouvel Observateur du « Manifeste des 343 » regroupant les signatures de 343 femmes affirmant avoir été avortées et appelant les autorités à prendre en compte cette réalité : les femmes avortent, et souvent dans des conditions de sécurité lamentables. Le « manifeste des 343 »  réclame l’avortement libre.
    - Dans l'enseignement supérieur, les filles rattrapent les garçons en nombre.

  - Suisse : À l'issue d'un référendum obligatoire, les Suissesses obtiennent le droit de vote au niveau fédéral (cf : suffrage féminin en Suisse).

- 1972 - France :
  - La loi réaffirme la reconnaissance du principe de l'égalité de rémunération entre les hommes et les femmes, pour des travaux de valeur égale.
  - Huit femmes sont reçues à l'École Polytechnique ; le major de la promotion est Anne Chopinet.
  - Égalité des droits des enfants légitimes et naturels.
  - Possibilité pour les femmes mariées de contester la paternité du mari et de reconnaître un enfant sous son nom de naissance.

- 1973
  - Algérie : mécontentes de la teneur du Code de la famille à nouveau en débat, les femmes algériennes font capoter le projet de réforme qui prévoyait le maintien de la polygamie ou l'interdiction de se marier avec un étranger.
  - France :
    - La mère peut, comme le père, transmettre sa nationalité à son enfant (légitime ou naturel).
    - L'éducation sexuelle fait son apparition dans les programmes scolaires.Algérie : mécontentes de la teneur du Code de la famille à nouveau en débat, les femmes algériennes font capoter le projet de réforme qui prévoyait le maintien de la polygamie ou l'interdiction de se marier avec un étranger.

- 1974 - France :
  - Création d’un secrétariat d’État à la condition féminine.
  - L’assemblée de l’épiscopat français se prononce contre l’avortement.
  - La pilule contraceptive est remboursée par la sécurité sociale. Les mineures peuvent l'obtenir gratuitement au centre de planification.
  - 20 décembre. Après de très houleux débats, vote par l’Assemblée de la loi Veil sur l'IVG par 277 voix contre 192.

- 1975
  - ONU : l'année 1975 est déclarée « année internationale de la femme » par l'ONU et la première conférence internationale qui leur est consacrée est organisée à Mexico. Déclaration de la décennie de la femme (1976-1985).
  - France
    - 17 janvier : promulgation de la loi Veil autorisant l'interruption volontaire de grossesse.
    - La loi Haby, en créant le collège unique, réaffirme l'obligation de mixité dans l'enseignement primaire et secondaire, tant pour les élèves que pour les enseignements : « Tout enseignement et toute spécialité professionnelle… sous réserve des dispositions du Code du travail, sont accessibles aux élèves des deux sexes ».
    - La loi sanctionne désormais les discriminations fondées sur le sexe, en particulier en matière d'embauche, et garantit l'accès à l'emploi des femmes enceintes.
    - La loi soumet à un accord commun entre les époux le choix du domicile conjugal.
    - La loi supprime également la possibilité laissée à l'époux de contrôler les correspondances de son épouse.
    - Instauration du divorce par consentement mutuel.
    - Ouverture du « refuge Flora Tristan » pour femmes battues à Clichy (voir : refuge pour femmes battues.

- 1976
  - ONU : création du Fonds de développement des Nations unies pour la femme.
  - Inde : la loi établit l'égalité des salaires entre hommes et femmes pour un travail égal.
- 1977
  - 8 mars / International : instauration de la journée internationale des droits des femmes par les Nations unies.
  - France : création du « congé parental d'éducation » pour les femmes dans les entreprises de plus de 200 salariés.

- 1979

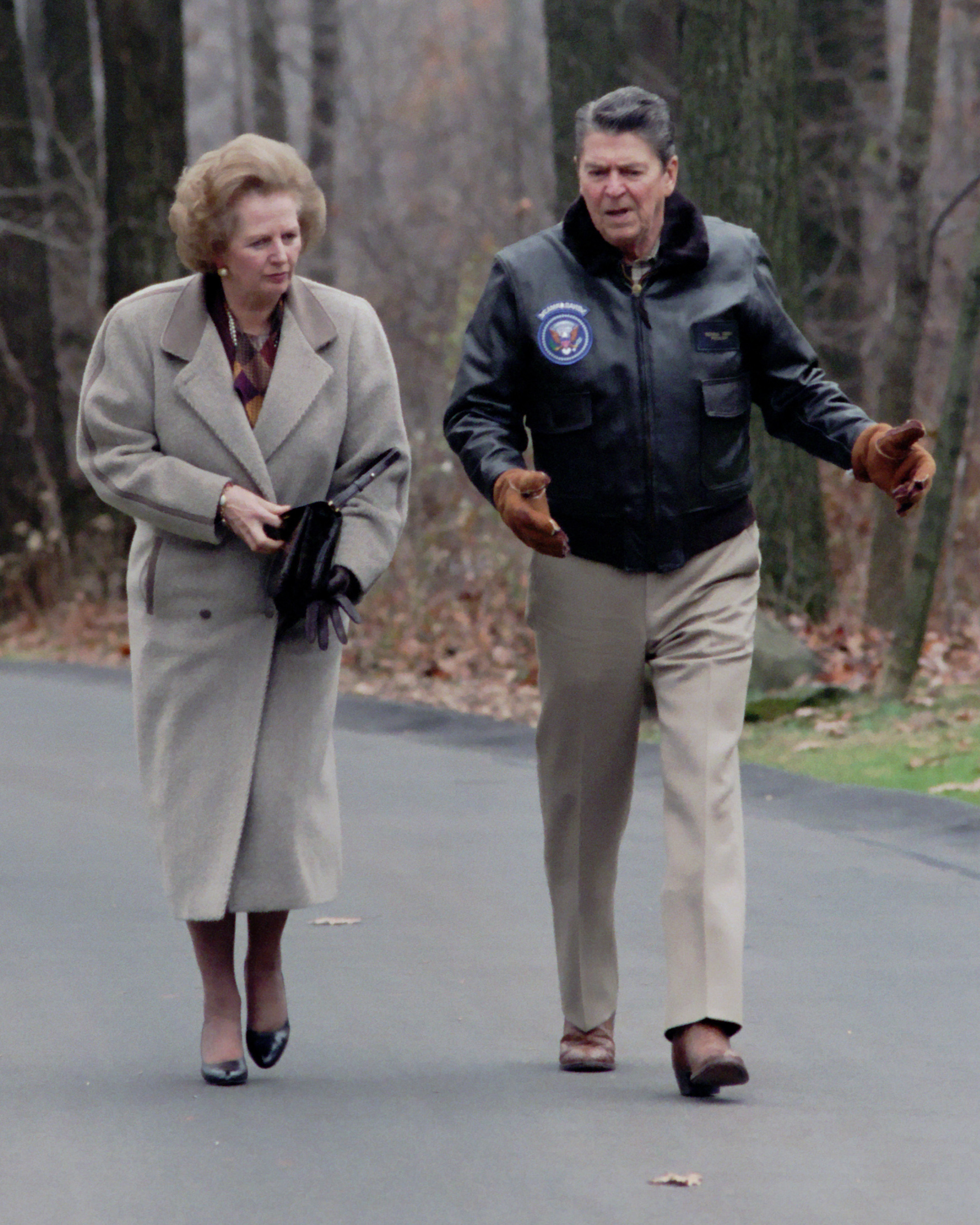
1979 : Margaret Thatcher, la « Dame de Fer », prend les rênes du gouvernement britannique. Première femme devenue premier ministre d'un pays d'Europe occidentale, ici avec Ronald Reagan ; leur politique sera assimilée à une « révolution conservatrice ».

  - ONU : Adoption de la résolution 34/180 du 18 décembre 1979 relative à la Convention sur l'élimination de toutes les formes de discrimination à l'égard des femmes, connue aussi sous le nom de Convention CEDAW (Convention on the Elimination off all forms of Discimination Against Women). Ouverture des ratifications (entrée en vigueur en 1981).
  - Europe : Simone Veil devient la première femme présidente du Parlement européen.
  - Royaume-Uni : Margaret Thatcher devient la première femme Premier ministre du Royaume-Uni. De ce fait, elle est la première femme élue chef de gouvernement dans un pays d'Europe et la première femme représentant son pays au G8 (alors G7).
  - France : l'interdiction du travail de nuit est supprimée pour les femmes occupant des postes de responsabilité.
  - Iran : La Révolution islamique iranienne impose le port du voile aux femmes.
  - Algérie : Les femmes algériennes sont interdites de sortie du territoire national si elles ne sont pas accompagnées d'un « tuteur » (père ou mari).

- 1980
  - International : 2e Conférence mondiale de la décennie des Nations unies pour la femme : égalité, développement et paix.
  - Islande : Vigdís Finnbogadóttir devient la première femme élue présidente d'un État européen.
  - France : Le congé maternité est porté à 16 semaines minimum (6 semaines avant et 10 semaines après l’accouchement) avec versement complet du salaire. À partir du troisième enfant, le congé maternité minimum est de 24 semaines.

- 1981 - Algérie
  - 8 mars. Manifestation des femmes algériennes contre l'interdiction de sortie du territoire valable depuis 1979. Elles obtiennent gain de cause et cette mesure discriminatoire est levée.
  - Septembre. Le gouvernement soumet au parlement un Code de la famille rédigé dans le plus grand secret. Texte et méthode sont rejetés par les femmes algériennes qui manifestent jusqu'au retrait du projet de loi en janvier 1982.

- 1982 - France
  - Les conjointes d'artisans ou de commerçants peuvent choisir entre trois statuts : conjointe collaboratrice, salariée ou associée.
  - Remboursement de l'interruption volontaire de grossesse par la Sécurité Sociale.
  - Un projet de loi prévoit d'instaurer un quota de 25 % de femmes pour les listes de candidatures. Elle est rejetée par le Conseil constitutionnel.

- 1983 - France
  - Loi Roudy sur l'égalité professionnelle hommes/femmes. Rappel de la notion « à travail égal, salaire égal ».
  - Suppression de la notion de « chef de famille » en droit fiscal.
  - Ratification par la France de la Convention sur l'élimination de toutes les formes de discrimination à l'égard des femmes.

- 1984
  - Algérie : adoption en force d'un Code de la famille insatisfaisant pour les femmes algériennes : maintien de la polygamie, répudiation possible et mariage avec tuteur matrimonial obligatoire pour la femme majeure.
  - France
    - Le congé parental est ouvert à chacun des parents salariés sans distinction de sexe.
    - La loi confie aux deux parents la gestion conjointe des biens de leurs enfants mineurs.
    - Désormais, les parents ont la possibilité d'ajouter au nom patronymique de l'enfant le nom de son autre parent (en général celui de la mère).

  - Suisse : le 2 octobre, Elisabeth Kopp est la première femme à accéder au poste de Conseillère fédérale.

- 1985
  - International : 3e Conférence mondiale sur les femmes de l'ONU (à Nairobi, au Kenya).
  - France : Les femmes sont autorisées à intégrer le corps des agents de change[7].

- 1988 - Tunisie : Pacte national qui réaffirme l'égalité entre femmes et hommes. Le président Ben Ali s'inscrit en héritier du président Bourguiba sur la question de la condition féminine et les réformes égalitaires s'accélèrent.

- 1989 - Tunisie : ratification par la Tunisie de la Convention sur l'élimination de toutes les formes de discrimination à l'égard des femmes.

- 1990 - France :
  - Le mouvement américain pro-life, c'est-à-dire anti avortement, essaime en France. Première attaque d’un « commando anti-IVG » à la maternité des Lilas (Seine-Saint-Denis).
  - L'utilisation du RU 486, technique médicamenteuse de l'IVG, est autorisée en milieu hospitalier.
  - La loi reconnaît qu’il peut y avoir viol entre époux.

- 1992
  - Europe : Une directive européenne fixe à 14 semaines la durée minimum du congé maternité pour les salariées de l’Union. La France (16 à 24) et le Danemark (jusqu’à 28) sont les plus avancés sur ce thème.
  - France
    - La loi Neiertz sanctionne le harcèlement sexuel sur le lieu de travail.
    - La loi du 22 juillet réprime les violences conjugales. Aggravation des peines pour les époux ou concubins coupables de violences familiales.
    - Au nom de l’égalité, dénonciation par la France de la convention no 89 interdisant le travail de nuit des femmes.

  - Inde : La loi prévoit que 30 % (minimum) des sièges d'élus locaux ou régionaux soient réservés aux femmes.

- 1993
  - France
    - L'autorité parentale devient conjointe, quelle que soit la situation des parents (mariés, divorcés ou concubins).
    - Dépénalisation de l'auto-avortement.
    - Le tribunal de Bordeaux prononce des peines de prison ferme pour les membres d’un « commando anti-IVG ».

  - Tunisie : Réforme du Code du statut personnel : Le devoir d'obéissance au mari disparaît tandis que les époux divorcés sont parfaitement égaux en droit. L'adultère n'est plus considéré pour une circonstance atténuante en cas de tentative d'assassinat.

- 1995
  - International : 4e conférence mondiale sur les femmes de l'ONU à Beijing (Pékin), en Chine ; en parallèle, a lieu le forum des ONG sur les femmes à Hairou (près de Pékin), avec 30 000 participantes.
  - Vatican : Le Pape Jean-Paul II renouvelle l’interdiction de l’avortement dans son encyclique Evangelium Vitæ, jetant notamment l’opprobre sur les États « tyrans » qui autorisent ces pratiques[37].

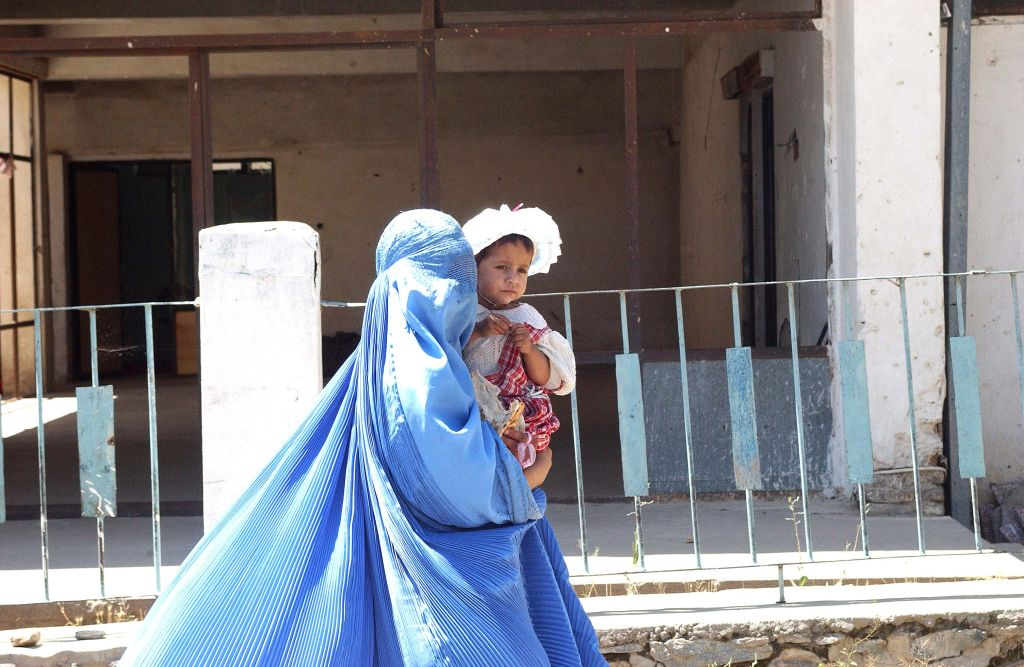
Femme afghane portant un enfant. Photo prise dans la province du Parwan, en 2005.

- 1996 - Afghanistan : 27 septembre. Kaboul tombe aux mains des Talibans qui mettent en place un système bafouant les droits les plus élémentaires des femmes (cf. : condition féminine instaurée par les Talibans).

- 1997 - France : le Premier ministre Lionel Jospin déclare dans son discours de politique générale : « Il faut permettre aux Françaises de s'engager sans entrave dans la vie publique. Dans ce domaine, le progrès passe d'abord par l'évolution des mentalités et le changement des comportements. Une révision de la Constitution, afin d'y inscrire l'objectif de la parité entre les femmes et les hommes sera proposée ».

- 1998 - France : La loi détermine « les conditions dans lesquelles est organisé l'égal accès des femmes et des hommes aux mandats électoraux et fonctions électives ». En décembre, le gouvernement rend public un projet de loi qui prévoit 50 % de candidates pour les scrutins de liste. Pour les élections législatives, les partis doivent également présenter 50 % de femmes, sous peine de sanctions pécuniaires.

- 1999
  - Suisse : Ruth Dreifuss est la première femme à être présidente de la Confédération.
  - France : en janvier, le Sénat rejette le texte sur la parité en politique au nom de l'« universalisme républicain ».

### XXIesiècle
- 2000 - International : Marche mondiale des Femmes contre la pauvreté et la violence faite aux femmes.

- 2000 - France
  - Le Conseil constitutionnel valide le texte sur la parité.
  - Loi sur la contraception d'urgence : pilule du lendemain en vente libre en pharmacie, gratuite pour les mineures.

- 2001 - France : Le délai légal pour procéder à un avortement passe de 10 à 12 semaines.

- 2001 - Afghanistan : Le régime taliban qui bafouait les droits de la femme depuis près de cinq ans est renversé par les Américains. L'évènement ne met pas pour autant fin au port traditionnel de la burqa.

- 2003 - France
  - Fondation de l’association « Ni putes ni soumises ». Ce mouvement mixte dénonce la situation des filles et des femmes dans certains quartiers difficiles.
  - Le 3 août, arrivée à Paris de la Marche des « Ni putes, ni soumises » après un Tour de France dans plus de 20 villes.

- 2004 - Janvier - Australie : Le Parlement australien se propose d'examiner une loi accordant un congé de maternité payé aux Australiennes salariées. Jusque-là, il n'existait pas de congé de maternité en Australie.

- 2004 - Février - Maroc : Entrée en vigueur du nouveau Code de la famille ; il établit dans certains domaines une égalité de droits entre les conjoints, il limite la polygamie et la répudiation, et, enfin, il porte l'âge légal du mariage des femmes à 18 ans.

- 2005 - Mai - Koweït : droit de vote pour les femmes.

- 2005 - 22 novembre - Allemagne : Angela Merkel, première femme à occuper le poste de Chancelier fédéral.

- 2006 - 16 janvier - Liberia : Ellen Johnson Sirleaf est la première femme présidente élue au suffrage universel à la tête d'un État africain.

- 2006 - 11 mars - Chili : Michelle Bachelet est la première femme à accéder au poste de présidente du Chili. C'est également la première fois en Amérique du Sud, qu'une femme est élue présidente au suffrage universel direct.

- 2006 - Mars - France : Vote à l'unanimité d'une loi qui porte l'âge légal du mariage des femmes à 18 ans (au lieu de 15 ans) afin de lutter contre les mariages forcés.

- 2007 - 10 décembre - Argentine : Cristina Fernández de Kirchner est la première femme à accéder au poste de présidente en étant élue et la deuxième femme à occuper ce poste après Isabel Martínez de Perón, qui, elle, avait succédé à son mari Juan Perón après sa mort, sans être élue par le peuple (en 1974).
- 2010 - Suisse : Par l’élection de Simonetta Sommaruga au Conseil fédéral, les femmes deviennent majoritaires au gouvernement et la Suisse rejoint ainsi quatre pays ayant un gouvernement à majorité féminine, à savoir la Finlande, la Norvège, l'Espagne et le Cap Vert.

- 2011 - Brésil : Dilma Rousseff est la première femme élue présidente du Brésil.

- 2011 - Arabie saoudite : il s'agit du dernier pays à accorder le droit de vote aux femmes (cette mesure prendra effet en 2015).

- 2011 - International :

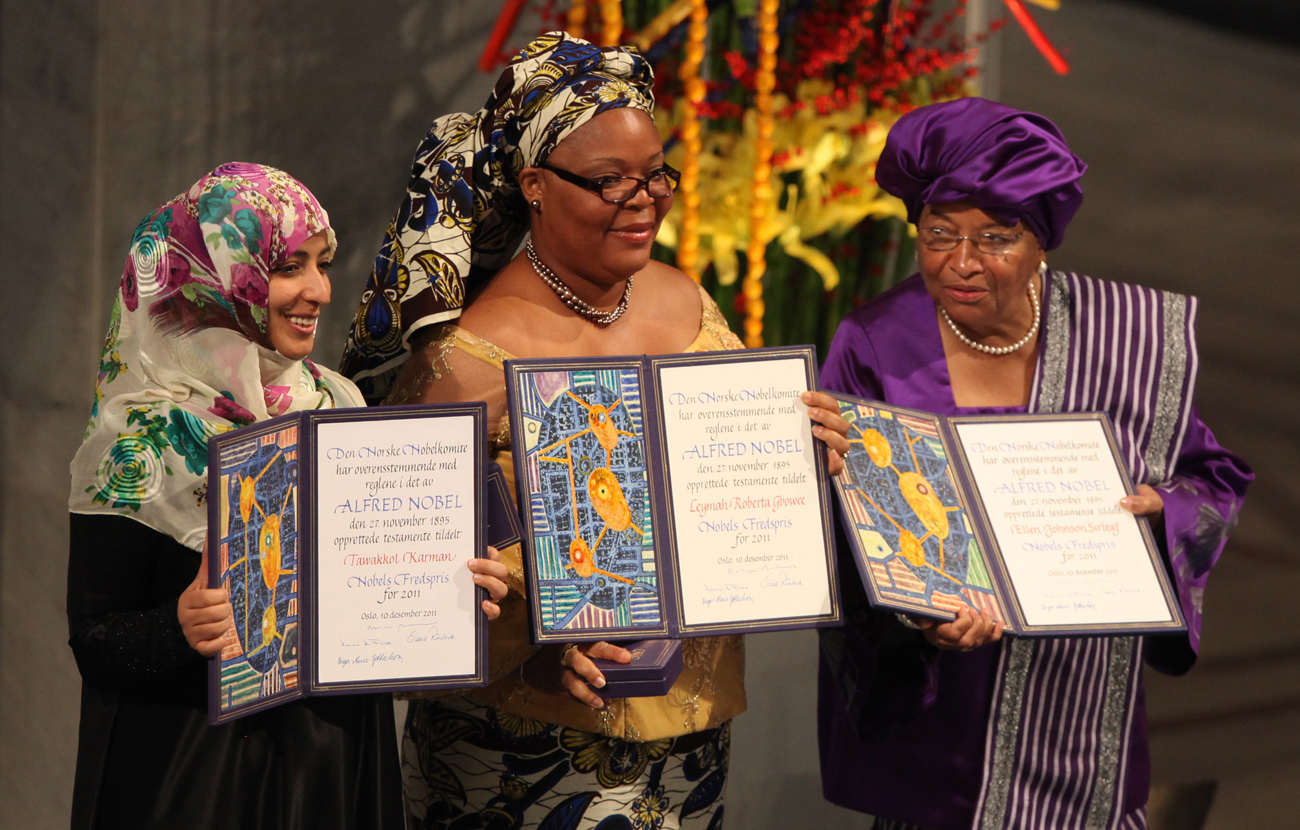
Tawakkul Karman, Leymah Gbowee et Ellen Johnson Sirleaf, Prix Nobel de la paix 2011.

  - 5 juillet : Christine Lagarde devient la première femme directrice-générale du Fonds monétaire international.
  - 7 octobre : Ellen Johnson Sirleaf, Leymah Gbowee, et Tawakkul Karman reçoivent le Prix Nobel de la paix.

- 2013
  - Arabie saoudite : Pour la première fois, des femmes saoudiennes sont nommées membres du Conseil consultatif. 20 % des sièges leur sera désormais réservé, selon deux décrets royaux.
  - 27 février - Slovénie : Alenka Bratušek est la première femme à accéder au poste de Présidente du gouvernement de la Slovénie.

- 2021
  - 20 mars - La Turquie se retire de la Convention du Conseil de l'Europe sur la prévention et la lutte contre la violence à l'égard des femmes et la violence domestique[38].